# Fridericianum (Laubach)

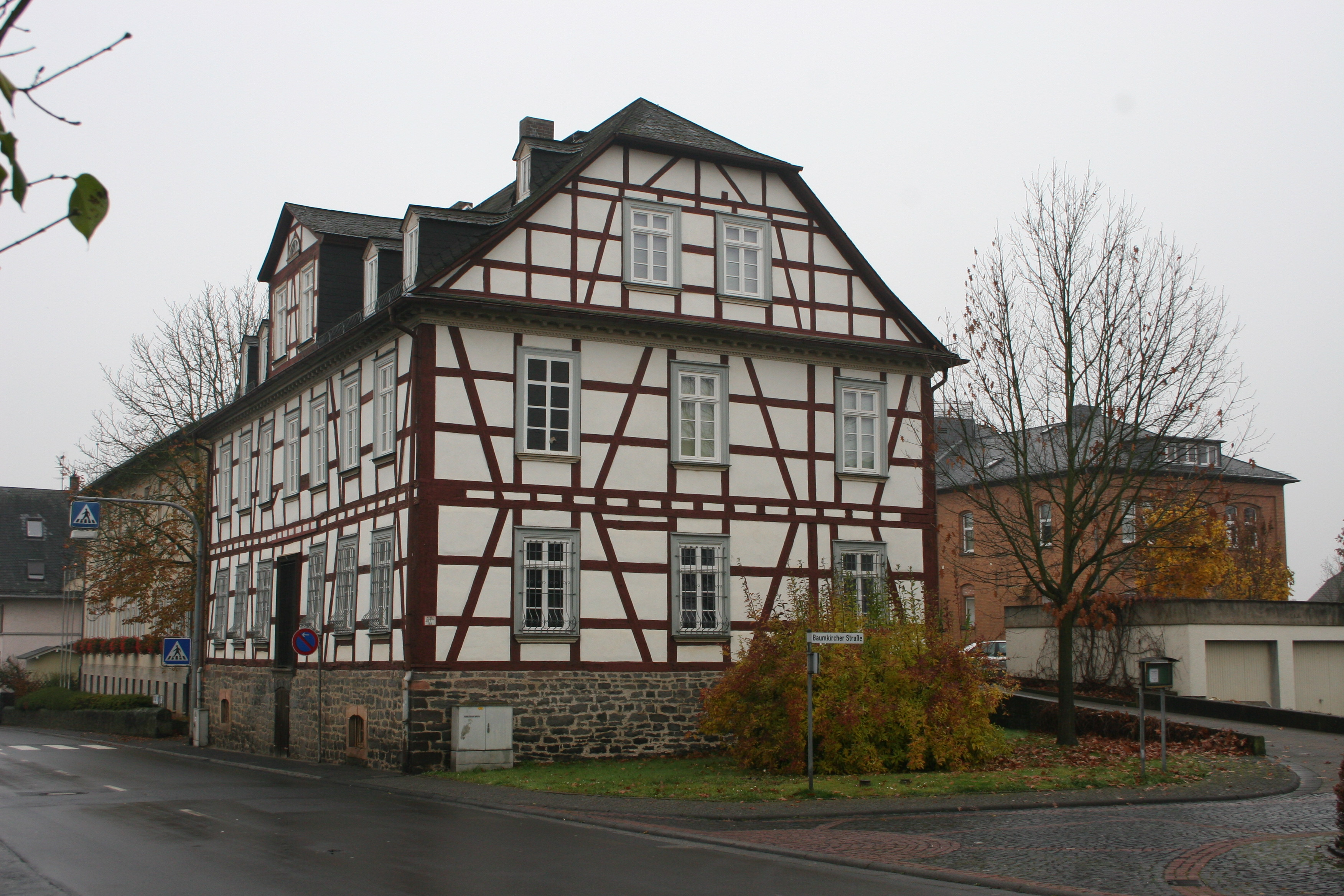
Das Fridericianum (2007)

Das Fridericianum ist ein Gebäude, das in der mittelhessischen Kleinstadt Laubach steht.
Im Laufe seiner Geschichte hatte es unterschiedliche Funktionen innegehabt und war ursprünglich in einer anderen Ortschaft gestanden. Heute beheimatet es das Heimatmuseum.

## Geschichte
Erbauen ließ es Graf Christian August 1750 als Jagdschloss in Gonterskirchen. Nachdem es diese Funktion verloren hatte, wurde es 1830 auf Abbruch verkauft. Erworben wurde es vom Kammerdirektor Wilhelm Klenze, der es 1832 in Laubach neu errichten ließ. Nach seinem Tode wurde es mehrere Jahre lang von Wohnungsmietern und der Post genutzt. Von 1875 bis 1922 waren in ihm das Gymnasium Fridericianum (benannt nach dessen Gründer Graf Friedrich), ab 1948 Teile der Paul-Gerhardt-Schule untergebracht. Nachdem sie im Laubach-Kolleg aufgegangen war, wurde das Gebäude 1979/80 restauriert. 1981 bekam in ihm das Heimatmuseum seinen Sitz.
Aus geschichtlichen Gründen ist es heute im Denkmalverzeichnis des Landesamts für Denkmalpflege Hessen als Kulturdenkmal eingetragen.

## Beschreibung
Das Fridericianum ist ein mehrstöckiges, rechteckiges Fachwerkhaus, das im klassizistischen Stil erbaut wurde. Es weist eine siebenachsige Traufseite auf, sich parallel zur Straße orientiert. Um den Eindruck zu erwecken, dass es sich um stabiles Bauwerk handelt, war es verputzt worden. Im Zuge der Restaurierung um 1980 war das Fachwerk freigelegt worden. Da sich dieses nicht bewährte, wurde es später erneut verputzt. 
Die Bedeckung bildet ein Krüppelwalmdach mit symmetrischen Aufbauten wie Zwerchhaus und Gaube. Den Zugang hatte eine Freitreppe von der Friedrichstraße her gebildet. Sie wurde später entfernt, da sie den Verkehr behinderte. Heute kommt man von der Rückseite von der dortigen Freifläche in das Haus.